# 김종은 (희극인)
김종은(1976년 12월 19일 ~ )은 대한민국의 희극인이다.

## 학력
- 서원대학교 경영학과

## 연기 작품
- KBS2《개그콘서트》
  - 《깐깐한 권위원》
  - 《노량진 블루스》
  - 《지구를 지켜라》
  - 《봉숭아 학당》
  - 《앗싸스쿨》
  - 《엔젤스》
  - 《오성과 한음》
- KBS2《개그스타》
- 《스피드 고고》
- KBS2《코미디쇼 희희낙락》
- KBS1《세계는 지금》
- KBS2《개그사냥》
- KBS2《폭소클럽 2》

## 같이 보기
- 김진철
- 이혜석
- 강성범
- 이성미
- 홍순목
- 김민경
- 안소미
- 장유환
- 이원구
- 신고은
- 홍예슬
- 엄태경
- 송영길
- 김진
- 김지호